# Giám đốc công nghệ thông tin
Giám đốc công nghệ thông tin (tiếng Anh: Chief Information Officer (CIO)) hoạch định chiến lược, cũng như điều hành những hoạt động công nghệ thông tin (IT) của một công ty. Thường thì Giám đốc IT phải tường thuật cho tổng giám đốc điều hành (CEO) hay giám đốc tài chính (CFO).

## CIO
Công nghệ thông tin đã trở thành một bộ phận rất quan trọng hỗ trợ sản xuất và quản lý, cho nên CIO trong nhiều công ty cũng góp phần chủ yếu trong việc trình bày rõ ràng mục đích của một tổ chức. CIO quản lý việc thiết lập một công nghệ thông tin có ích lợi trong việc truy cập dữ liệu và thống nhất các hệ thống quản lý.

## Một số nhiệm vụ
1. Định hướng phát triển
2. Hoạch định tài nguyên doanh nghiệp
3. Kinh doanh điện tử
4. Kinh doanh thông minh
5. Phát triển nhân lực
6. Quản lý bảo mật
7. Quản lý cấu hình
8. Quản lý chất lượng
9. Quản lý công nghệ
10. Quản lý công suất
11. Quản lý dịch vụ
12. Quản lý dự án
13. Quản lý hạ tầng
14. Quản lý khôi phục
15. Quản lý mạng
16. Quản lý mua sắm
17. Quản lý ngân sách
18. Quản lý nguồn lực
19. Quản lý người dùng
20. Quản lý phát hành
21. Quản lý quan hệ khách hàng
22. Quản lý rủi ro
23. Quản lý sự cố
24. Quản lý tài sản
25. Quản lý tích hợp
26. Quản lý tính liên tục
27. Quản lý tính sẵn sàng
28. Quản lý thay đổi
29. Quản lý tổ chức
30. Quản lý tri thức
31. Quản lý truyền thông
32. Quản lý tuân thủ
33. Quản lý vấn đề
34. Quản trị hệ thống
35. Tổ chức công việc
36. Tổ chức hỗ trợ
37. Thiết kế giải pháp
38. Thiết kế quy trình
39. Xây dựng chiến lược
40. Xây dựng chính sách

## Sách báo
- Marianne Broadbent, Ellen S. Kitzis (2005): The New CIO Leader – Setting the Agenda and Delivering Results. Harvard Business School Press, ISBN 1-59139-577-1.
- W. Brenner, C. Witte (2006): Erfolgsrezepte für CIOs – Was gute Informationsmanager ausmacht. Hanser Verlag, München, ISBN 3-446-40633-6.
- Stefanie Trenner: Der CIO in Unternehmen[liên kết hỏng] (PDF; 193 kB).